# Зелёный Бор (Ельский район)
Зелёный Бор (бел. Зялёны Бор) — посёлок в Добрынском сельсовете Ельского района Гомельской области Белоруссии.
Кругом лес.

## География

### Расположение
В 20 км на юг от Ельска, в 3 км от железнодорожной станции Словечно (на линии Калинковичи — Овруч), в 197 км от Гомеля.

## Транспортная сеть
Транспортные связи по просёлочной, затем автомобильной дороге Новая Рудня — Ельск. Планировка состоит из короткой широтной улицы. Жилые дома деревянные, усадебного типа.

## История
Основан в 1930-х годах, когда здесь начала работать гончарная мастерская. После Великой Отечественной войны предприятие значительно расширилось, и около него сложился посёлок. Название утверждено Указом Президиума Верховного Совета БССР 21 января 1969 года. Размещён гончарный завод.

## Население

### Численность
- 2004 год — 7 хозяйств, 15 жителей.

### Динамика
- 2004 год — 7 хозяйств, 15 жителей.